# Aïn Chaïr
Aïn Chaïr (en amazighe : ⵄⵉⵏ ⵛⵄⵉⵔ, en arabe : عين الشعير) est un village marocain situé à quelques kilomètres de la frontière algérienne dans la province de Figuig, dans la région de l'Oriental.
Située à 175 km de Figuig et proche de la frontière algérienne, Aïn Chaïr est l'oasis la plus proche de l'Europe, jaillie au cœur du désert, dans un décor étonnant, entre les montagnes, les sables ocrés et le ciel d'un bleu éblouissant. Une vue qui vous coupe le souffle.
L’oasis fait partie d’un grand nombre d’oasis s'étendant entre Agadir et Figuig, jusqu’en Algérie et Tunisie. 1 500 personnes vivent aujourd’hui dans cet ancien Ksar le premier au Maroc à voir l’arrivée des troupes françaises provenant d’Algérie. La commune fait partie de l’administration du Cercle de Beni-Tadjit, Province de Figuig.

## Histoire
On manque de références concernant l'histoire de la région. La principale source d'information est la transmission orale de génération en génération.

### Origine de Aïn Chaïr
Les habitants de ce village se réclament descendants de Fatima par le biais de Moulay Slimane.
Anciennement, le village d'Aïn Chaïr a plusieurs noms : « la source blanche » (العين البيضاء) et « la source Bni Mghit » (العين بني مغيت). La dénomination actuelle, « la source de l'orge » est mentionnée dans quelques documents français à la fin du XIXe siècle, du fait de la grande quantité d'orge qui y est produite.

### Identité de l'oasis
La situation stratégique de l’oasis d’Aïn Chaïr lui apportait une certaine richesse. Elle constituait en effet un point d’escale pour les caravanes commerciales,  et un lieu de cohabitation pour les différentes communautés. Ainsi, d'abord habitée par une population amazighe, elle a ensuite connu un processus historique caractérisé par un mélange de populations amazighe et arabe. Ils constitueront plus tard une tribu divisée en plusieurs groupes (treize cuisses), chaque quartier prenant le nom de la cuisse.
La langue amazighe est la langue maternelle des habitants et la langue arabe est une langue secondaire pour parler avec les étrangers. Celle-ci est également utilisée pour le folklore local.

### Structure sociale
Le village était donc composé de plusieurs éléments socio-ethniques : les éléments arabes (achraf الاشراف, descendants du prophète), les Amazighes et les populations d'origine sub-saharienne. Les décisions étaient prises par la djemâa, assemblée des notables. Celle-ci est constituée des membres de la zaouïa, centre spirituel, ainsi que des musiciens folkloriques. Les coutumes à Aïn Chaïr ont régi la population dans l'organisation des relations générales quotidiennes entre les éléments du qsar.
La pyramide sociale se compose comme suit :
- sommet de la pyramide : les achraf, dont on trouve au Maroc plusieurs catégories (Alaouites, Idrissides...). À Aïn Chaïr, il s'agit d'une population soulimanide.
- les membres de la zaouïa, centre spirituel et religieux.
- les personnes libres, qui se trouvent dans toutes les zones oasiennes, d'origines amazighe et arabe.
- les affranchis (الحراطين), anciennement esclaves, qui ont travaillé plusieurs siècles dans des activités agricoles et domestiques. Les affranchis possèdent généralement des terres et de l'eau. Cependant, à Aïn Chaïr, les affranchis ne possédaient pas de terre. Le sujet étant toujours sensible, les noms de famille ne sont pas mentionnés.

### Bataille de Aïn Chaïr
En 1870, l'armée française envoya des belligérants à l'assaut du village fortifié de Aïn Chaïr afin de capturer des rebels algériens réfugiés dans le ksar. Un conflit s'engagea donc.
Le 25 avril 1870, les Français attaquèrent le ksar d'Aïn Chair, centre d'approvisionnement des insurgés. Après une demi-heure de canonnade, les tirailleurs sont lancés à l'assaut du village fortifié, mais se heurtent à une forte défense et doivent reculer, perdant 150 hommes dans l'engagement. Bailleul, alors sergent major, est atteint d'un coup de feu à la cuisse gauche. Le village fera soumission le lendemain en donnant 200 sacs d'orge à l'armée française en guise de tribut.

### L'exode rural
Au début du XXe siècle, la population d’Aïn Chaïr diminue ainsi que la concentration d’activités. En découle un exode rural et le nombre d’habitants passe d'environ 5 000  à   1 000 habitants. Aïn Chaïr était un point de traversée des nomades pour s’approvisionner en orge et en dattes.

## Géographie
Aïn Chaïr fait partie d’une chaîne d’oasis éparpillées le long du versant Sud-Est du Haut-Atlas. À cet endroit, le relief est caractérisé par une dépression alluviale, qui permet de rendre disponible des terres arables et cultivables ainsi que l’eau pour l’irrigation. La source d’eau qui vient apporter la vie à cette oasis est une source permanente.

### Géologie et climat
Le paysage naturel qui entoure l’oasis est marqué par sa complexité et sa diversité : des types de relief sahariens y règnent (ergs, dunes de sable, oueds secs, glacis…), des formations récentes du Quaternaire reposent directement sur le socle précambrien et un rideau montagneux d’un grand intérêt géologique, minéralogique et même botanique.
L’oasis se caractérise par un climat sec et continental dominé par les influences sahariennes : hiver relativement froid ; été chaud et sec et précipitations ne dépassant pas 200 mm/an. Mais l’aspect forestier de l’oasis contribue à l’adoucissement de la sévérité du climat et donne à l’oasis un micro-climat spécifique.
De plus, l'oasis bénéficie d'une abondance d’eau souterraine que la formation géologique et l’évolution géomorphologique de la région lui réservent, car elle occupe une dépression alluviale qui constitue le seul exutoire des eaux souterraines du bassin hydrologique de Tamlelt et d’une partie des hauts plateaux au nord. Ce phénomène se manifeste par la faible profondeur de la nappe souterraine et par le jaillissement des sources dont le débit dépasse 30 litres par seconde. Ces eaux sont drainées par un système de khettara et seguias pour irriguer une palmeraie couvrant plus de 900 hectares.
Mais ce phénomène positif est actuellement menacé par l’exploitation intense de la nappe souterraine due à l’extension des périmètres irrigués qui entourent l’oasis de l’est et du nord–est et qui utilisent des techniques d’irrigation puissantes (forages plus profonds, moteurs, pompes, tubes plastiques…). Tout cela se passe sous l’action de « aménagement des terres bours » et en l'absence d’une étude sur les potentialités de la nappe et la faisabilité de son exploitation.

## Le patrimoine culturel

### L'architecture du ksar

#### Définition du ksar
Le ksar est un village fortifié que l'on trouve en Afrique du Nord. Le ksar est entouré de grandes murailles. Le mot ksar prend plusieurs significations qui sont parfois contradictoires en arabe (château, forteresse). En amazighe, le mot qui désigne le ksar (اغرم) est relatif à une construction qui donne le calme et la prospérité. Le ksar d’Aïn Chaïr n’est pas différent des autres ksars, si ce n’est pour quelques détails.

#### La structure extérieure du ksar
Le ksar d’Aïn Chaïr est constitué d’un seul ksar avec deux noyaux : l’un s’appelle ksar Ouihlan (قصرويحلان), et l’autre s’appelle le grand ksar. Au milieu du grand ksar, s'élève la mosquée, et il est entouré de murailles, percées de trois portes.
La muraille constitue une chaîne continue de grands murs d’une hauteur unique, entre 5 et 7 mètres. Elle est construite d'un mélange de pierres et de terre. Son rôle est la protection du ksar des risques et des dangers extérieurs, ce qui reflète que le ksar était toujours en danger. Malheureusement, les murailles ne sont plus existantes, il en reste seulement quelques traces.
Les tours étaient présentes à chaque point cardinal du ksar. Il y avait cinq tours composées de deux étages ou plus. Pour monter, on trouve des escaliers et la tour est de forme carrée, contrairement à l’oasis de Figuig où les tours sont de forme circulaire. À l’intérieur, il y a de petites fenêtres et de petites passerelles pour faciliter le déplacement du gardien.
Les portes sont à l'époque au nombre de cinq. Les portes sont fermées chaque jour au coucher du soleil et ouvertes à l’aube. Le gardien reste là-bas toute la journée. Les portes sont construites en bois de dattiers. Les planches de bois sont attachées avec de l’abricotier et le grenadier.

#### La structure interne du ksar
La société oasienne fait face à une contrainte particulière en ce qui concerne l’architecture : leurs constructions doivent résister à des températures à la fois très chaudes et froides. Des innovations ont donc vu le jour, notamment dans la région du Sud-Est du Maroc. Chaque maison est constituée de deux ou trois étages, et on trouve des piliers du rez-de-chaussée au 2e-3e étage. Les chambres dépendent de la superficie de la maison.
- La cave est réservée aux outils de production agricole, à l’alimentation du bétail, au ravitaillement de la famille et aux feuilles séchées. On s'y réfugie également pour se protéger contre l’ennemi.
- Au rez-de-chaussée se trouvent les chambres à coucher, vêtements, biens de la famille, le ravitaillement, le stock pour la nourriture de la maison. Ce stock est supervisé par le père de la famille. Dans le ksar, une vingtaine de membres de la famille vit dans la maison familiale. On trouve de grands récipients pour les dattes, et de plus petits pour la margarine, les céréales, les fruits secs. Il y a d’autres chambres qui n’ont pas de fenêtres : elles sont chaudes en hiver et froides en été.
- Au 2e ou 3e étage, on trouve la terrasse, qui est utilisée en été. Parfois, sur la terrasse est construite la chambre des invités (tamsret, تامصريت). Cette chambre est plus vaste que les autres. Le plafond est construit avec des troncs de lauriers roses. Le plafond est coloré et on y trouve de petites fenêtres pour la lumière et l’aération.

## Vie associative
Depuis la fin du XXe siècle, les associations apportent du changement au village et contribuent à son développement, même si elles possèdent peu de moyens, dans divers domaines (culturel, social, économique…).

### L'Association Troisième Millénaire pour l'Appui du Développement Rural d'Aïn Chaïr
L'Association Troisième Millénaire pour l'Appui du Développement Rural d'Aïn Chaïr (ATMADRA) est une ASBL qui a été créée le 17 mai 2002 dans la commune pour contribuer au développement et à l’amélioration de la situation socio-économique, culturelle et environnementale.
L’Association fait partie du Réseau Marocain de Jeunesse et de Concertation (REMAJEC) et du Collectif Marocain de volontariat (CMV).

#### Le personnel de l'Association ATMADRA
Pour assurer la bonne gestion de ses projets, l’association Troisième Millénaire a recruté deux employés, un permanent et un chargé de projets, et mobilise de temps en temps une équipe de bénévoles pour contribuer à la réalisation de certaines activités.
Les tâches et les missions sont réparties comme suit :
- Pour les chargés de projets : ils se chargent de la supervision des activités et de la préparation des rapports financiers et des rapports d’activités périodiques et finaux pour chaque projet, ils ont aussi comme mission de gérer le quotidien de l’association.
- Pour le permanent : il s’occupe de la permanence au siège de l’association et assure aussi l’animation des élèves de la garderie.
- Pour les bénévoles : ils participent à la préparation et à la réalisation de certains évènements et ils contribuent parfois à la réalisation de certaines activités, ils sont souvent au nombre de 14 bénévoles.
- Pour les membres du bureau : ils sont au nombre de neuf personnes et ont créé quatre commissions (commission du montage des projets et de la planification, commission de la femme et de l’enfant, commission de l’agriculture et de l’environnement et commission des jeunes et de l’échange interculturel). Chaque commission se charge de l’organisation des réunions de concertation et de réflexion avec le public et les acteurs concernés, pour étudier les problématiques existantes et proposer des solutions et des idées de projets.

## En savoir plus

### ARticles connexes
- Oasis au Maroc